# Lindelöfhypotesen
Inom matematiken är Lindelöfhypotesen en förmodan framlagd av den finländske matematikern Ernst Lindelöf 1908 om tillväxten av Riemanns zetafunktion vid den kritiska linjen. Den är en svagare form av Riemannhypotesen och är än så länge obevisad. 
Hypotsen säger att för alla ε > 0 är
{\displaystyle \zeta \left({\frac {1}{2}}+it\right)={\mathcal {O}}(t^{\varepsilon }),}
då t närmar sig oändlighet. Eftersom ε kan ersättas med ett mindre värde kan hypotesen skrivas i den ekvivalenta formen att för alla positiva ε är
{\displaystyle \zeta \left({\frac {1}{2}}+it\right)=o(t^{\varepsilon }).}

## Relation till Riemannhypotesen
Backlund (1918–1919) bevisade att Lindelöfhypotesen är ekvivalent med följande: för varje ε > 0 är antalet rötter av zetafunktionen med reell del minst 1/2 + ε och imaginär del mellan T och T + 1 lika med o(log(T)) då T närmar sig oändlighet. Riemannhypotsen säger att det inte överhuvudtaget finns rötter i denna region och därmed följer Lindelöfhypotesen ur Riemannhypotesen. Antalet rötter med imaginär del mellan T och T + 1 är känt vara O(log(T)), så Lindelöfhypotesen verkar säga bara aningen mer än vad som redan bevisats, men trots det har alla försök att bevisa den hittills misslyckats.

## Moment av zetafunktionen
Lindelöfhypotesen är ekvivalent med att
{\displaystyle \int _{0}^{T}|\zeta (1/2+it)|^{2k}\,dt=O(T^{1+\varepsilon })}
för all positiva heltal k och alla positiva reella tal ε. Detta har bevisats för  k = 1 or 2, men fallet k = 3 verkar mycket svårare och är fortfarande ett öppet problem.
Det finns en mycket precisare förmodan om den asymptotiska formen av denna integral: 
{\displaystyle \int _{0}^{T}|\zeta (1/2+it)|^{2k}\,dt=T\sum _{j=0}^{k^{2}}c_{k,j}\log(T)^{k^{2}-j}+o(T)}
för konstanter ck,j. Detta har bevisats av Littlewood för k = 1 och av Heath-Brown (1979) för k = 2.
Conrey & Ghosh (1998) föreslog värdet {\displaystyle (42/9!)\prod _{p}\left((1-p^{-1})^{4}(1+4p^{-1}+p^{-2})\right)} för den ledande koefficienten då k är 6.

## Konsekvenser
Låt pn vara det n:te primtalet. Då säger ett resultat av Albert Ingham att om Lindelöfhypotesen är sann är för alla ε > 0,
{\displaystyle p_{n+1}-p_{n}\ll p_{n}^{1/2+\varepsilon }\,}
för tillräckligt stora n.